# Eupithecia delicata
Eupithecia delicata es una especie de polilla de la familia Geometridae. La especie fue descrita por primera vez por Mironov & Galsworthy habiendo sido descrita en 2004, con distribución en la provincia de Sichuan, China. El holotipo de la especie fue descrita en el Monte Gongga a una altitud de aproximadamente 3000 metros (9842,5 pies).
La envergadura es de unos 23 milímetros (0,9 plg). Las alas anteriores son de color marrón grisáceo claro y las traseras son de color gris blanquecino con un tinte pardusco. La distingue de otras especies asiáticas de esta región por una fuerte banda en el ala delantera que cruza a nivel de Cu, M2 y CuA2.: Notas 1  El abdomen es ligeramente marrón y grisáceo con un tínte rojízo y una línea de puntos pequeños y marrón en el dorso del ala.